# Johann Mederitsch

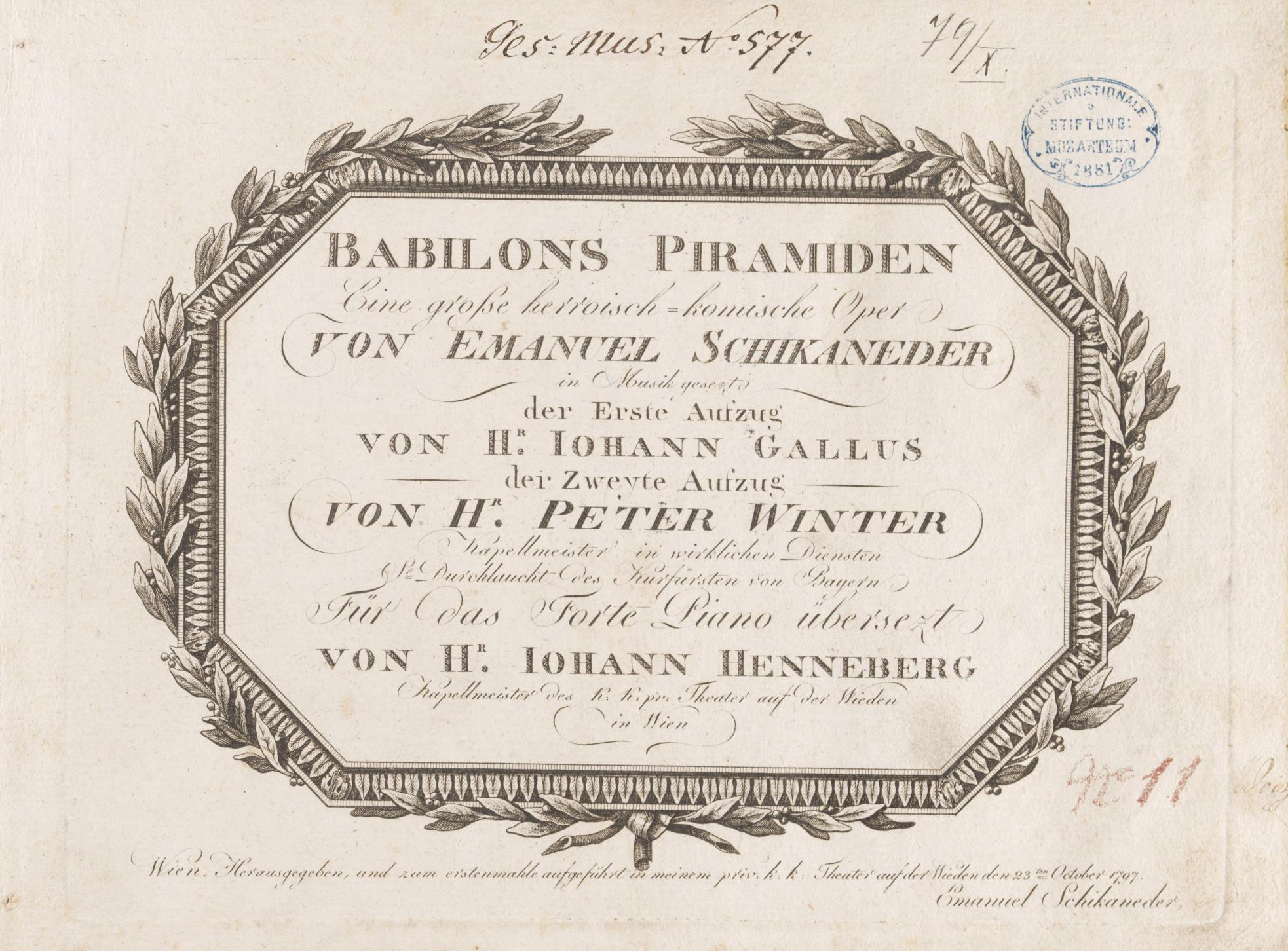
Titelblatt "Piramiden von Babilon" (1797)

Johann Georg Anton Mederitsch, genannt Gallus-Mederitsch (getauft 27. Dezember 1752 in Wien; † 18. Dezember 1835 in Lemberg), war ein österreichischer Komponist, Kapellmeister und Lehrer.

## Leben
Mederitsch war ein Sohn des Bassisten Gallus Anton Mederitsch (1710–1775) aus Götzendorf. Er wurde durch Georg Christoph Wagenseil unterrichtet. Ab 1781 war er Theaterkapellmeister in Olmütz, Wien und Ofen (Budapest).
Um 1800 gab er Franz Grillparzer Unterricht im Klavierspiel. Im Jahr 1811 ging er nach Lemberg. Ab 1825 war er mit W. A. Mozarts jüngerem Sohn, den er in Kontrapunkt unterrichtete, befreundet. Er vermachte diesem auch seinen Nachlass (jetzt am Mozarteum in Salzburg).
Mederitsch komponierte den ersten Akt zur Oper Babylons Pyramiden (zweiter Akt von Peter von Winter, Freihaustheater 1797), außerdem noch sieben weitere Singspiele. Darüber hinaus schuf er Schauspielmusiken (zu Aufführungen von Shakespeares Macbeth, Hamlet und The Tempest), Sonaten, Klavierstücke, 4 Messen, Streichtrios, Streichquartette, Symphonien und Konzerte.